# Kimbla
Kimbla is een geslacht van kreeftachtigen uit de klasse van de Malacostraca (hogere kreeftachtigen).

## Soorten
- Kimbla franklini Richer de Forges, 1993
- Kimbla neocaledonica Griffin & Tranter, 1986